# 936
Portal Geschichte | Portal Biografien | Aktuelle Ereignisse | Jahreskalender | Tagesartikel

◄ |
9. Jahrhundert |
10. Jahrhundert
| 11. Jahrhundert | ►

◄ |
900er |
910er |
920er |
930er
| 940er | 950er | 960er | ►

◄◄ |
◄ |
932 |
933 |
934 |
935 |
936
| 937 | 938 | 939 | 940 | ► | ►►
Staatsoberhäupter  · Nekrolog
| Januar | Januar | Januar | Januar | Januar | Januar | Januar | Januar |
| Kw     | Mo     | Di     | Mi     | Do     | Fr     | Sa     | So     |
| ------ | ------ | ------ | ------ | ------ | ------ | ------ | ------ |
| 53     |        |        |        |        | 1      | 2      | 3      |
| 1      | 4      | 5      | 6      | 7      | 8      | 9      | 10     |
| 2      | 11     | 12     | 13     | 14     | 15     | 16     | 17     |
| 3      | 18     | 19     | 20     | 21     | 22     | 23     | 24     |
| 4      | 25     | 26     | 27     | 28     | 29     | 30     | 31     |

| Februar | Februar | Februar | Februar | Februar | Februar | Februar | Februar |
| Kw      | Mo      | Di      | Mi      | Do      | Fr      | Sa      | So      |
| ------- | ------- | ------- | ------- | ------- | ------- | ------- | ------- |
| 5       | 1       | 2       | 3       | 4       | 5       | 6       | 7       |
| 6       | 8       | 9       | 10      | 11      | 12      | 13      | 14      |
| 7       | 15      | 16      | 17      | 18      | 19      | 20      | 21      |
| 8       | 22      | 23      | 24      | 25      | 26      | 27      | 28      |
| 9       | 29      |         |         |         |         |         |         |

| März | März | März | März | März | März | März | März |
| Kw   | Mo   | Di   | Mi   | Do   | Fr   | Sa   | So   |
| ---- | ---- | ---- | ---- | ---- | ---- | ---- | ---- |
| 9    |      | 1    | 2    | 3    | 4    | 5    | 6    |
| 10   | 7    | 8    | 9    | 10   | 11   | 12   | 13   |
| 11   | 14   | 15   | 16   | 17   | 18   | 19   | 20   |
| 12   | 21   | 22   | 23   | 24   | 25   | 26   | 27   |
| 13   | 28   | 29   | 30   | 31   |      |      |      |

| April | April | April | April | April | April | April | April |
| Kw    | Mo    | Di    | Mi    | Do    | Fr    | Sa    | So    |
| ----- | ----- | ----- | ----- | ----- | ----- | ----- | ----- |
| 13    |       |       |       |       | 1     | 2     | 3     |
| 14    | 4     | 5     | 6     | 7     | 8     | 9     | 10    |
| 15    | 11    | 12    | 13    | 14    | 15    | 16    | 17    |
| 16    | 18    | 19    | 20    | 21    | 22    | 23    | 24    |
| 17    | 25    | 26    | 27    | 28    | 29    | 30    |       |

| Mai | Mai | Mai | Mai | Mai | Mai | Mai | Mai |
| Kw  | Mo  | Di  | Mi  | Do  | Fr  | Sa  | So  |
| --- | --- | --- | --- | --- | --- | --- | --- |
| 17  |     |     |     |     |     |     | 1   |
| 18  | 2   | 3   | 4   | 5   | 6   | 7   | 8   |
| 19  | 9   | 10  | 11  | 12  | 13  | 14  | 15  |
| 20  | 16  | 17  | 18  | 19  | 20  | 21  | 22  |
| 21  | 23  | 24  | 25  | 26  | 27  | 28  | 29  |
| 22  | 30  | 31  |     |     |     |     |     |

| Juni | Juni | Juni | Juni | Juni | Juni | Juni | Juni |
| Kw   | Mo   | Di   | Mi   | Do   | Fr   | Sa   | So   |
| ---- | ---- | ---- | ---- | ---- | ---- | ---- | ---- |
| 22   |      |      | 1    | 2    | 3    | 4    | 5    |
| 23   | 6    | 7    | 8    | 9    | 10   | 11   | 12   |
| 24   | 13   | 14   | 15   | 16   | 17   | 18   | 19   |
| 25   | 20   | 21   | 22   | 23   | 24   | 25   | 26   |
| 26   | 27   | 28   | 29   | 30   |      |      |      |

| Juli | Juli | Juli | Juli | Juli | Juli | Juli | Juli |
| Kw   | Mo   | Di   | Mi   | Do   | Fr   | Sa   | So   |
| ---- | ---- | ---- | ---- | ---- | ---- | ---- | ---- |
| 26   |      |      |      |      | 1    | 2    | 3    |
| 27   | 4    | 5    | 6    | 7    | 8    | 9    | 10   |
| 28   | 11   | 12   | 13   | 14   | 15   | 16   | 17   |
| 29   | 18   | 19   | 20   | 21   | 22   | 23   | 24   |
| 30   | 25   | 26   | 27   | 28   | 29   | 30   | 31   |

| August | August | August | August | August | August | August | August |
| Kw     | Mo     | Di     | Mi     | Do     | Fr     | Sa     | So     |
| ------ | ------ | ------ | ------ | ------ | ------ | ------ | ------ |
| 31     | 1      | 2      | 3      | 4      | 5      | 6      | 7      |
| 32     | 8      | 9      | 10     | 11     | 12     | 13     | 14     |
| 33     | 15     | 16     | 17     | 18     | 19     | 20     | 21     |
| 34     | 22     | 23     | 24     | 25     | 26     | 27     | 28     |
| 35     | 29     | 30     | 31     |        |        |        |        |

| September | September | September | September | September | September | September | September |
| Kw        | Mo        | Di        | Mi        | Do        | Fr        | Sa        | So        |
| --------- | --------- | --------- | --------- | --------- | --------- | --------- | --------- |
| 35        |           |           |           | 1         | 2         | 3         | 4         |
| 36        | 5         | 6         | 7         | 8         | 9         | 10        | 11        |
| 37        | 12        | 13        | 14        | 15        | 16        | 17        | 18        |
| 38        | 19        | 20        | 21        | 22        | 23        | 24        | 25        |
| 39        | 26        | 27        | 28        | 29        | 30        |           |           |

| Oktober | Oktober | Oktober | Oktober | Oktober | Oktober | Oktober | Oktober |
| Kw      | Mo      | Di      | Mi      | Do      | Fr      | Sa      | So      |
| ------- | ------- | ------- | ------- | ------- | ------- | ------- | ------- |
| 39      |         |         |         |         |         | 1       | 2       |
| 40      | 3       | 4       | 5       | 6       | 7       | 8       | 9       |
| 41      | 10      | 11      | 12      | 13      | 14      | 15      | 16      |
| 42      | 17      | 18      | 19      | 20      | 21      | 22      | 23      |
| 43      | 24      | 25      | 26      | 27      | 28      | 29      | 30      |
| 44      | 31      |         |         |         |         |         |         |

| November | November | November | November | November | November | November | November |
| Kw       | Mo       | Di       | Mi       | Do       | Fr       | Sa       | So       |
| -------- | -------- | -------- | -------- | -------- | -------- | -------- | -------- |
| 44       |          | 1        | 2        | 3        | 4        | 5        | 6        |
| 45       | 7        | 8        | 9        | 10       | 11       | 12       | 13       |
| 46       | 14       | 15       | 16       | 17       | 18       | 19       | 20       |
| 47       | 21       | 22       | 23       | 24       | 25       | 26       | 27       |
| 48       | 28       | 29       | 30       |          |          |          |          |

| Dezember | Dezember | Dezember | Dezember | Dezember | Dezember | Dezember | Dezember |
| Kw       | Mo       | Di       | Mi       | Do       | Fr       | Sa       | So       |
| -------- | -------- | -------- | -------- | -------- | -------- | -------- | -------- |
| 48       |          |          |          | 1        | 2        | 3        | 4        |
| 49       | 5        | 6        | 7        | 8        | 9        | 10       | 11       |
| 50       | 12       | 13       | 14       | 15       | 16       | 17       | 18       |
| 51       | 19       | 20       | 21       | 22       | 23       | 24       | 25       |
| 52       | 26       | 27       | 28       | 29       | 30       | 31       |          |

| Januar | Januar | Januar | Januar | Januar | Januar | Januar | Januar |
| Kw     | Mo     | Di     | Mi     | Do     | Fr     | Sa     | So     |
| ------ | ------ | ------ | ------ | ------ | ------ | ------ | ------ |
| 53     |        |        |        |        | 1      | 2      | 3      |
| 1      | 4      | 5      | 6      | 7      | 8      | 9      | 10     |
| 2      | 11     | 12     | 13     | 14     | 15     | 16     | 17     |
| 3      | 18     | 19     | 20     | 21     | 22     | 23     | 24     |
| 4      | 25     | 26     | 27     | 28     | 29     | 30     | 31     |

| Februar | Februar | Februar | Februar | Februar | Februar | Februar | Februar |
| Kw      | Mo      | Di      | Mi      | Do      | Fr      | Sa      | So      |
| ------- | ------- | ------- | ------- | ------- | ------- | ------- | ------- |
| 5       | 1       | 2       | 3       | 4       | 5       | 6       | 7       |
| 6       | 8       | 9       | 10      | 11      | 12      | 13      | 14      |
| 7       | 15      | 16      | 17      | 18      | 19      | 20      | 21      |
| 8       | 22      | 23      | 24      | 25      | 26      | 27      | 28      |
| 9       | 29      |         |         |         |         |         |         |

| März | März | März | März | März | März | März | März |
| Kw   | Mo   | Di   | Mi   | Do   | Fr   | Sa   | So   |
| ---- | ---- | ---- | ---- | ---- | ---- | ---- | ---- |
| 9    |      | 1    | 2    | 3    | 4    | 5    | 6    |
| 10   | 7    | 8    | 9    | 10   | 11   | 12   | 13   |
| 11   | 14   | 15   | 16   | 17   | 18   | 19   | 20   |
| 12   | 21   | 22   | 23   | 24   | 25   | 26   | 27   |
| 13   | 28   | 29   | 30   | 31   |      |      |      |

| April | April | April | April | April | April | April | April |
| Kw    | Mo    | Di    | Mi    | Do    | Fr    | Sa    | So    |
| ----- | ----- | ----- | ----- | ----- | ----- | ----- | ----- |
| 13    |       |       |       |       | 1     | 2     | 3     |
| 14    | 4     | 5     | 6     | 7     | 8     | 9     | 10    |
| 15    | 11    | 12    | 13    | 14    | 15    | 16    | 17    |
| 16    | 18    | 19    | 20    | 21    | 22    | 23    | 24    |
| 17    | 25    | 26    | 27    | 28    | 29    | 30    |       |

| Mai | Mai | Mai | Mai | Mai | Mai | Mai | Mai |
| Kw  | Mo  | Di  | Mi  | Do  | Fr  | Sa  | So  |
| --- | --- | --- | --- | --- | --- | --- | --- |
| 17  |     |     |     |     |     |     | 1   |
| 18  | 2   | 3   | 4   | 5   | 6   | 7   | 8   |
| 19  | 9   | 10  | 11  | 12  | 13  | 14  | 15  |
| 20  | 16  | 17  | 18  | 19  | 20  | 21  | 22  |
| 21  | 23  | 24  | 25  | 26  | 27  | 28  | 29  |
| 22  | 30  | 31  |     |     |     |     |     |

| Juni | Juni | Juni | Juni | Juni | Juni | Juni | Juni |
| Kw   | Mo   | Di   | Mi   | Do   | Fr   | Sa   | So   |
| ---- | ---- | ---- | ---- | ---- | ---- | ---- | ---- |
| 22   |      |      | 1    | 2    | 3    | 4    | 5    |
| 23   | 6    | 7    | 8    | 9    | 10   | 11   | 12   |
| 24   | 13   | 14   | 15   | 16   | 17   | 18   | 19   |
| 25   | 20   | 21   | 22   | 23   | 24   | 25   | 26   |
| 26   | 27   | 28   | 29   | 30   |      |      |      |

| Juli | Juli | Juli | Juli | Juli | Juli | Juli | Juli |
| Kw   | Mo   | Di   | Mi   | Do   | Fr   | Sa   | So   |
| ---- | ---- | ---- | ---- | ---- | ---- | ---- | ---- |
| 26   |      |      |      |      | 1    | 2    | 3    |
| 27   | 4    | 5    | 6    | 7    | 8    | 9    | 10   |
| 28   | 11   | 12   | 13   | 14   | 15   | 16   | 17   |
| 29   | 18   | 19   | 20   | 21   | 22   | 23   | 24   |
| 30   | 25   | 26   | 27   | 28   | 29   | 30   | 31   |

| August | August | August | August | August | August | August | August |
| Kw     | Mo     | Di     | Mi     | Do     | Fr     | Sa     | So     |
| ------ | ------ | ------ | ------ | ------ | ------ | ------ | ------ |
| 31     | 1      | 2      | 3      | 4      | 5      | 6      | 7      |
| 32     | 8      | 9      | 10     | 11     | 12     | 13     | 14     |
| 33     | 15     | 16     | 17     | 18     | 19     | 20     | 21     |
| 34     | 22     | 23     | 24     | 25     | 26     | 27     | 28     |
| 35     | 29     | 30     | 31     |        |        |        |        |

| September | September | September | September | September | September | September | September |
| Kw        | Mo        | Di        | Mi        | Do        | Fr        | Sa        | So        |
| --------- | --------- | --------- | --------- | --------- | --------- | --------- | --------- |
| 35        |           |           |           | 1         | 2         | 3         | 4         |
| 36        | 5         | 6         | 7         | 8         | 9         | 10        | 11        |
| 37        | 12        | 13        | 14        | 15        | 16        | 17        | 18        |
| 38        | 19        | 20        | 21        | 22        | 23        | 24        | 25        |
| 39        | 26        | 27        | 28        | 29        | 30        |           |           |

| Oktober | Oktober | Oktober | Oktober | Oktober | Oktober | Oktober | Oktober |
| Kw      | Mo      | Di      | Mi      | Do      | Fr      | Sa      | So      |
| ------- | ------- | ------- | ------- | ------- | ------- | ------- | ------- |
| 39      |         |         |         |         |         | 1       | 2       |
| 40      | 3       | 4       | 5       | 6       | 7       | 8       | 9       |
| 41      | 10      | 11      | 12      | 13      | 14      | 15      | 16      |
| 42      | 17      | 18      | 19      | 20      | 21      | 22      | 23      |
| 43      | 24      | 25      | 26      | 27      | 28      | 29      | 30      |
| 44      | 31      |         |         |         |         |         |         |

| November | November | November | November | November | November | November | November |
| Kw       | Mo       | Di       | Mi       | Do       | Fr       | Sa       | So       |
| -------- | -------- | -------- | -------- | -------- | -------- | -------- | -------- |
| 44       |          | 1        | 2        | 3        | 4        | 5        | 6        |
| 45       | 7        | 8        | 9        | 10       | 11       | 12       | 13       |
| 46       | 14       | 15       | 16       | 17       | 18       | 19       | 20       |
| 47       | 21       | 22       | 23       | 24       | 25       | 26       | 27       |
| 48       | 28       | 29       | 30       |          |          |          |          |

| Dezember | Dezember | Dezember | Dezember | Dezember | Dezember | Dezember | Dezember |
| Kw       | Mo       | Di       | Mi       | Do       | Fr       | Sa       | So       |
| -------- | -------- | -------- | -------- | -------- | -------- | -------- | -------- |
| 48       |          |          |          | 1        | 2        | 3        | 4        |
| 49       | 5        | 6        | 7        | 8        | 9        | 10       | 11       |
| 50       | 12       | 13       | 14       | 15       | 16       | 17       | 18       |
| 51       | 19       | 20       | 21       | 22       | 23       | 24       | 25       |
| 52       | 26       | 27       | 28       | 29       | 30       | 31       |          |

## Ereignisse

### Politik und Weltgeschehen

#### Ostfrankenreich

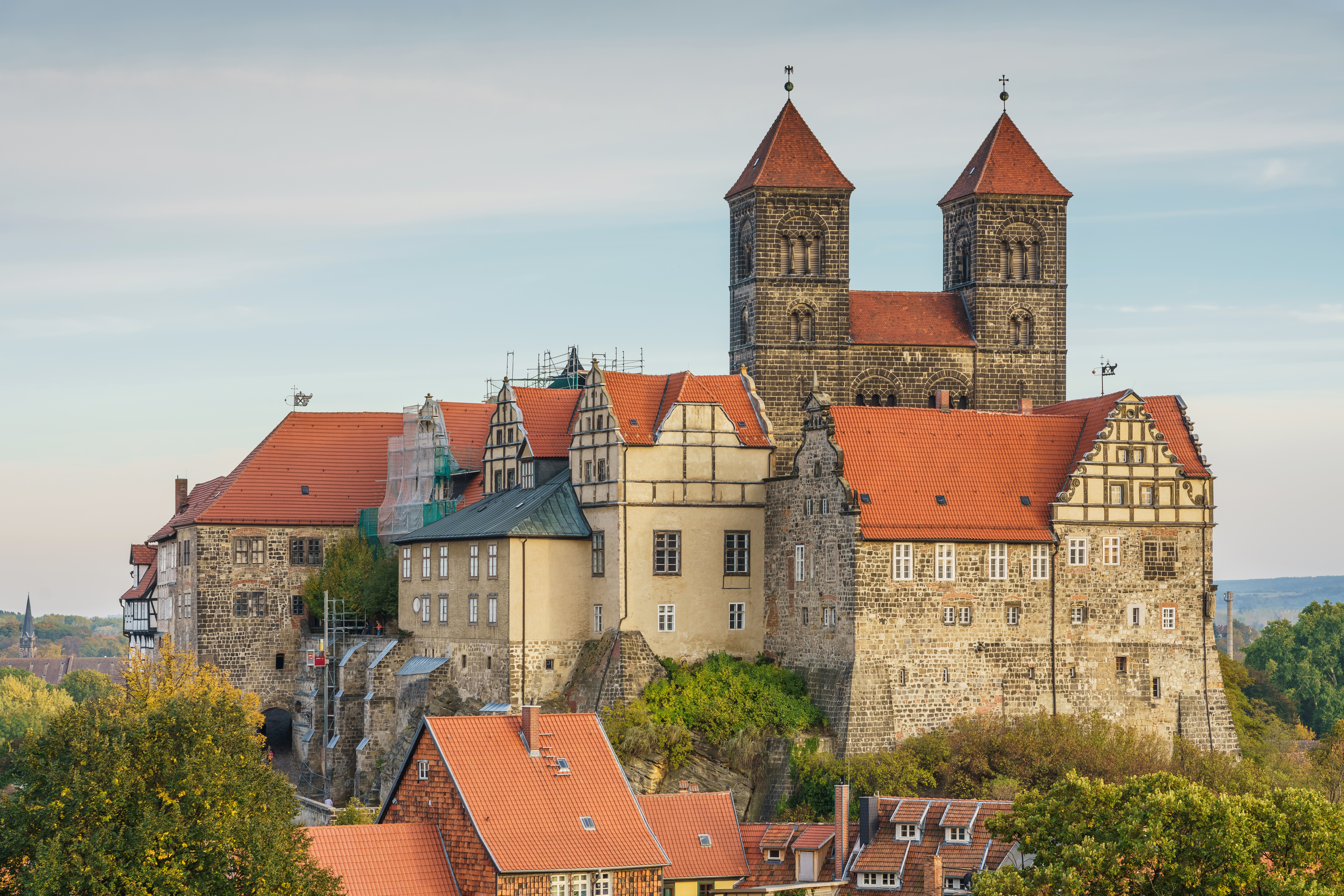
Stiftskirche Quedlinburg

- König Heinrich I. lässt auf dem Hoftag von Erfurt seinen Sohn Otto I. als Nachfolger anerkennen. Nach seinem Tod am 2. Juli wird Otto am 7. August in der alten Kaiserpfalz Aachen von den Erzbischöfen von Köln und Mainz gekrönt und gesalbt und lässt die Herzöge in den karolingischen Hofämtern fungieren (Marschall, Kämmerer, Truchsess, Mundschenk). Er gründet neben der Ostmark die Nordmark (Nordelbien) und belehnt damit Hermann Billung. Die Witwe, Königin Mathilde, gründet bei Quedlinburg das Kanonissenstift St. Servatius.
- Herzog Boleslaw I. von Böhmen löst sich aus der deutschen Oberhoheit. Sächsische und thüringische Truppen, die ihn daran hindern wollen, erleiden am 28. Juli unter ihrem Heerführer Asic eine vernichtende Niederlage.

#### Westfrankenreich

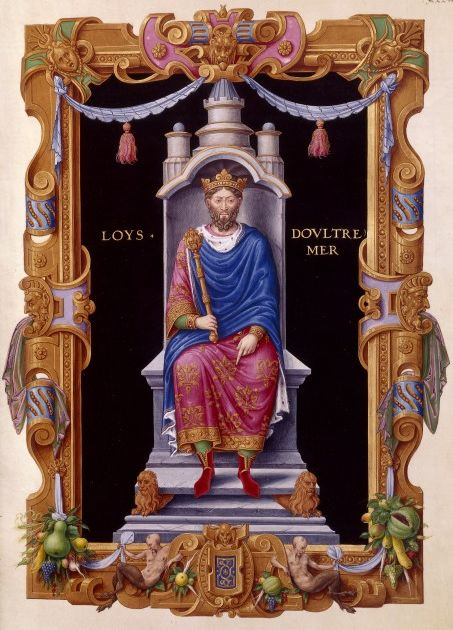
Ludwig IV. von Frankreich

- In Westfranken verhindert Herzog Hugo der Große die Wahl des Herzogs Hugo von Burgund, Bruder Rudolfs von Burgund, und bewirkt die Wahl des 15-jährigen Ludwig IV., Sohn des Karolingers Karl III., auf den Thron. Aus dem englischen Exil kommend, landet Ludwig in Boulogne.
- 19. Juni: In Laon krönt Erzbischof Artold von Reims Ludwig IV. zum westfränkischen König.
- Sarazenen-Überfall auf Rätien

#### Balkan
- König Trpimir II. von Kroatien aus der Trpimirović-Dynastie stirbt. Auf ihn folgt sein Sohn Krešimir I.

#### Nordeuropa
- 936/958: Harald I. Blauzahn wird als Nachfolger seines Vaters Gorm König von Dänemark.

#### Kaiserreich China
- Zeit der Fünf Dynastien und Zehn Reiche: Shí Jìngtáng wird Kaiser von China. Die Spätere Jin-Dynastie löst die Spätere Tang-Dynastie ab.

#### Urkundliche Ersterwähnungen
- Calbe wird erstmals urkundlich erwähnt.
- Die Stadt Soltau wird als „Curtis Salta“ (Hof an der Salzaue) erstmals urkundlich erwähnt.

### Religion
- 3. Januar: Leo VII. folgt dem im Vorjahr in der Gefangenschaft seines Halbbruders, des römischen Fürsten Alberich II., verstorbenen Johannes XI. als Bischof von Rom. Er ist ein Anhänger der Cluniazensischen Reform.
- Erzbischof Unni von Hamburg, der an der Schlei missioniert, unternimmt eine Missionsfahrt nach Dänemark und Schweden und stirbt dort in Birka. Auf ihn folgt im nächsten Jahr Adaldag.
- Odilo wird Abt des Klosters Stablo.

## Geboren
- 30. Mai: Abū l-Hasan al-Qābisī, mālikitischer Hadith- und Fiqh-Gelehrter in Nordafrika während der Herrschaft der Zīriden (gest. 1012)
- 24. September: Adud ad-Daula, persischer Herrscher (gest. 983)
- Albucasis, andalusisch-arabischer Arzt und Wissenschaftler (gest. 1013)

## Gestorben
- 15. Januar: Rudolf von Burgund, Herzog von Burgund und König des Westfrankenreichs (* vor 890)
- 2. Juli: Heinrich I., Herzog der Sachsen und König des Ostfrankenreichs (* um 876)
- 24. Juli: Hilduin, Bischof von Lüttich und Verona, Erzbischof von Mailand
- 28. Juli: Asic, sächsischer Adeliger und Heerführer Heinrichs I.
- 17. September: Unni, Erzbischof von Bremen-Hamburg und erster Missionar in Skandinavien